# Krugovi održivosti
Krugovi održivosti su metodi za razumevanje i procenu održivosti, i za upravljanje projektima usmerenim ka društveno održivim ishodima. Namenjeni su za rukovanje problemima koji su naizgled teški za rukovanje kao što je naglašeno u debatama razvoja održivosti. Metodi se uglavnom koriste za gradove i urbana naselja.
Krugovi održivosti, i načini na koje tretira društvene domene ekologije, ekonomije, politike i kulture, obezbeđuje empirisjku dimenziju pristupa nazvanog „angažovana teorija”. Razvijanje krugova održivosti je deo većeg projekta pod imenom „krugovi društvenog života”, koji koristi isti četvoro-domenski model za analizu pitanja otpornosti, prilagođavanja, bezbednosti, usaglašavanja. Takođe se koristi u odnosu na tematike kao što su „krugovi za dobrobit dece” (Sa svetskom vizijom).
Razionalizacija ove nove metode je jasna. Kao što je dokazano u Rio+20 i u sedištu UN-a u Napulju (2012) i Medeljinu (2014), procena održivosti je globalni zadatak. Međutim, što su problemi kompleksniji, to su manje korisni trenutni alati za procenu održivosti u svrhu procene različitih domena: ekonomija, ekologija, politika i kultura. Na primer, Trostruka Donja Linija (Pristup TBL) uzima ekonomiju kao primarnu tačku fokusa sa domenom okruženja kao ključnom nuspojavom. Drugo, jednodimenzionalna kvantitativna osnova mnogih takvih metoda znači da im je primena ograničena za kompleksne kvalitativne probleme. Treće, veličina, obim i broj indikatora koji je sastavni deo mnogih ovakvih metoda znači da su one često neobuzdane i da se opiru efektivnoj implementaciji. Četvrto, ograničeni fokus trenutnih setova indikatora znači da ne rade u drugačijim organizacionalnim i društvenim okruženjima – korporacijama i drugim institucijama, gradovima i zajednicama. Većina indikatorskih pristupa, kao što su Globalna Inicijativa Izveštavanja iliti ISO14031, ograničeni su na velike korporativne organizacije sa lako definišućim legalnim i ekonomskim granicama. Krugovi održivosti su razvijeni kao odgovor na ova ograničenja.

## Istorija
Metoda je započela fundamentalnim nezadovoljstvom sa trenutnim pristupima održivosti i razvoja održivosti, koji su imali običaj da tretiraju ekonomiju kao suštinski domen i ekologiju kao sporedni. Dva konkurentna razvoja pružali su podsticaje: veliki projekat u Porto Alegre-u, i istraživanje Ujedinjenih Nacija nazvan uzimanje održivosti u obzir, rezime, br. 1, 2008. Istraživači su razvili metod i integrisani skup alata za procenu i posmatranje problema održivosti istovremeno pružajući vođstvo razvoja projekata. Metoda je zatim prefinjena putem projekta u Melburnu i Milvokiju, i putem ARC-fondiranog unakrsno-disciplinarnog projekta koji je sarađivao sa raznim organizacijama uključujući i Majkrosoft Australija, Fudži Xerox Australija, Grad Melburna, Svetska Vizija, UN-sedište i najbitnije, Metropolis. Dalje unapređivanje kvadranta ekološkog indeksa trenutno traje u Kanadi. Kanadski projekat je značajan jer razvija postojeći indeks koji meri i boduje ekološke otiske koje gradovi ostavljaju na svoje ekosisteme. 

### Korišćenje metode
Metoda se koristi od strane mnogih globalnih organizacija uključujući Program Globalnog Uticaja Gradova Ujedinjenih Nacija, Svetsko Udruženje Metropola, i Svetska Vizija za podršku svojih angažovanja u gradovima. Takođe se koristi od strane brojnih gradova širom sveta na različite načina radi upravljanja velikim projektima ili za pružanje povratnih informacija na njihove profile održivosti (npr. Hajderabad, Johanezburg, Melburn, Nju Delhi, Sao Paulo i Teheran). To je metoda za razumevanje urbane politike i urbanog planiranja, kao i za sprovođenje analize održivosti i profiliranje razvoja održivosti.

### Program Globalnih Kompaktnih gradova
Metodologiju omogućuje Program Globalnih Kompaktnih Gradova UN-a za njihovo angažovanje sa više od 80 gradova koji su potpisali. Konkretno, neki od 14 inovativnih gradova u programu imali su uticaj na razvoj metode krugova održivosti putem upravljanja svojim velikim projektima, nekim sa intenzitetom a drugim kao pozadinskom karakteristikom. Koriste međusektorske i holističke pristupe za razvoj odgovora za samo-definisane probleme koji su naizgled teški za rukovanje. 

## Projekti

### Porto Alegre, projekat selo Šokolatao
Projekat selo Šokolatao odnosi se na preseljavanje približno 1000 stanovnika četvrti selo Šokolatao u Porto Alegre-u, Brazil 2011-te. Projekat preseljavanja sela Šokolatao počeo je 2000-te kao odgovor na momentalno iseljavanje zajednice, tako što su članovi zajednice tražili resurse i podršku za raseljavanje kroz poznati sistem finansiranja sa učešćem Porto Alegra. Duga priprema za preseljavanje vođena je od strane lokalne međusektorske grupe, iliti mreža održivosti sela Šokolatao. Grupa je započeta od strane regionalnog suda, TRF4 i sastojala se od Udruženja Stanara Sela Šokolatao, lokalnih vladinih odeljenja, federalnih agencija, nevladinih organizacija i korporativnih sektora. Projekat je podržan od strane grada Porto Alegra putem opštinske guvernerske šeme lokalnog solidarstva. U 2006-oj, projekat preseljavanja sela Šokolatao priznat je kao prvi projekat za tadašnji novi međusektorski model gradskih programa, gde je gradsko veće sastavilo kritičnu referentnu grupu za identifikaciju kritičnih problema i zajedničkih rešenja za probleme vezane za preseljavanje.
Ovaj dugotrajni kolaborativni projekat bio je uspešan u preseljavanju cele zajednice četvrti, i imao pozitivan uticaj na pristup grada četvrtima. Projekat je osigurao da održivost bude ugrađena u relokaciju putem izmena kao što su postavljanje stanica za reciklažu pored postojećih četvrti i razvoja formalnih postrojenja za reciklažu na novom mestu, Nova Šokolatao, povezanih sa procesom skupljanja đubreta grada (primer povezivanja sub-domena “emisija i otpada” i “organizacije i guvernerstva”); i postavljajući potpuno novi i mladi centar bogat resursima u novoj zajednici. Grupa Održivosti Sela Šokolatao nastavlja da se sastaje i radi sa zajednicom nakon preseljavanja. Ovaj model vođen mrežom se sada koristi od strane grada Porto Alegra sa ostalim neformalnim naseljima.

### Milvoki, projekat održivosti vode
U 2009 godini, Milvoki, Viskonsin, Sjedinjene Američke Države, želele su da reše problem kvaliteta vode u gradu. Krugovi metodologije održivosti su postali osnova za integrisani projekat grada. U periodu od primene metode (2009-do danas) došlo je do otkrića vrednosti vode iz industrije i šire perspektive zajednice.
U 2011, udruzenje Čista Voda Amerike dodelila je Milvokiu nagradu Sjedinjenih Američkih Država za vodu, takođe je dobio nagradu od programa IBM Bolji program gradova u vrednosti od 500.000$. Zajednica je takođe privukla neke vodeće inovatore za pročišćavanje otpadnih voda i osnovala fakultet za izučavanje čiste vode na Univerzitetu Viskonsin-Milvoki.

## Metropola (Svetsko društvo glavnih metropola)
Metropola je prvi put primenio metodologiju za Komisiju 2. 2012, Upravljanje Urbanističkim rastom. Metropolisovih 120 gradskih članova tražili su od komisije koja je bila u periodu od 2009-2011, da da preporuku za korišćenje na temu o upravljanju rastom. Izveštaj komisije koji se odnosi na metodologiju krugova izdrživosti je objavljen na internetu na tri jezika – engleskom, francuskom, španskom – i gradski članovi su ga koristili kao vodič za praksu.
Metropola je 2011, pozvala istraživački tim da radi sa Viktorijanskom vladom, i sa programom gradova na jednom od njihovih glavnih inicijativa. Metodologija je centralna za pristup koji je korišćen od strane integrisanog strateškog planiranja i javne-privatne partnerske inicijative koju je organizovala Metropola, 2012-2013 za Indijske, Brazilske i Iranske gradove. U Nju Delhiju, 26-27. jula 2012, održan je seminar, i stariji projektanti iz Nju Delhija, Hajderabada i Kolkate koristili su dva precenjena alata u krugovima održivosti i uneli u mapu održivosti njihovih gradova kao deo razvoja njihovog urbanog-regionalnog plana. Drugi gradovi koji su koristili iste pribore bili su Teheran (u odnosu na njihove mega-projekatske planove) i Sao Paulo (u odnosu na njihove makro-mikopolitske planove). 
Od 2012, program grada i Metropola su radili zajedno na usavršavanju krugova održivosti metod za korišćenje sa njihovim određenjim gradovima. Operativna grupa Metropola  je bila zadužena za dalje razvijanje metoda. 

### Ekonomist
Godine 2011, Ekonomist je pozvao Paula Džejmsa (Direktora Ujedinjenih Nacija globalnog kompaknog programa) i Četa Vidia (Direktor, nacionalnog instituta urbanih poslova, Indija) na raspravu oko pitanja urbanje održivosti i gradskog rasta. To je dovelo do više od 200 pisama uredniku u direktnim ogovorima kao i brojni povezani citati na drugim veb-sajtovima.

### Svetska vizija
U 2011, došlo je do prepoznavanja koliku su dva procesa urbanizacije i globalizacije novi elementi siromaštva, Svetska vizija je odlučila prebaciti na njegovu orijentaciju prema urbanim sredinama. 80 posto njihovih projekata je bilo u njihovim malim ruralnim zajednicama. Metod krugovi održivosti sada podupire preusmeravanje i sprovode se pilot istraživanja u Indiji, Juznoj Africi, Libanu, Indoneziji i drugo, da preciziraju metodologiju za isporuku pomoći u složenim urbanim sredinama.

## Domeni i sub-domeni
Krugovi održivosti je pristup koji je izričito kritičan prema drugim modelima domena kao što je trostruka donja linija koji tretira ekonomiju kao da je izvan socijalnog ili da tretiraju životnu sredinu kao spoljašnjost. Koristi se četvorodomenskim modelom – ekonomija, ekologija, poltika i kultura. U svakom od ovih domena je 7 sub-domena.

### Ekonomija
Ekonomski domen je definisan kao praksa i značenja povezanih sa proizvodnjom, upotrebe, i upravljanje resursima, gde se koristi koncept resursa u najširem smislu te reči. 
1. Proizvodnja i resursi
2. Razmena i transfer
3. Računovodstvo i regulacija
4. Potrošnja i upotreba
5. Rad i dobrobit
6. Tehnologija i infrastruktura
7. Bogatstvo i raspodela

### Ekologija
Ekoloski domen je definisan kao praksa i značenja koja se javljaju ukršteno između socijalnih i prirodnih carstava, fokusiran na važnu dimenziju ljudskog angažovanja sa i unutar prirode, ali uključujući i izgrađeno okruženje. 
1. Materijali i energija
2. Voda i vazduh
3. Flora i fauna
4. Stanište i hrana
5. Mesto i prostor
6. Građevine i naselja
7. Emisija i otpad

### Politika
Politika se definiše kao praksa i značenje u vezi sa osnovnim pitanjima društvene moći  kao što je organizacija, ovlašćenje, legitimnost  i propis. Parametre ovog područja treba proširiti izvan konvencionalog smisla politike da obuhvati ne samo pitanja od javno privatnog upravljanja, već šire društvene odnose u celini.
1. Organizacija i upravljanje
2. Zakon i pravda
3. Komunikacija i pokret
4. Predstavljanje i pregovaranje
5. Sigurnost i sporazumi
6. Dijalog i pomirenje
7. Etika i odgovornost

### Kultura
Kulturni domen je definisan kao praksa, diskursa i materijalnih izraza, koji, tokom vremena, izražavaju kontinuitet i diskontinuitet društvenog smisla.
1. Angažovanje i identitet
2. Rekreacija i kreativnost
3. Pamćenje i projekcija
4. Verovanje i smisao
5. Polovi i generacije
6. Traganje za znanjem i učenje
7. Zdravlje i blagostanje

## Kritika
Metod krugova održivosti je imao svoje osnovno operativno testiranje u gradovima, opštinama i međunarodnim nevladinim organizacijama, a pre toga se koristio za razvoj procesa materijalnosti Fudži Xerox da ne izgleda da se koristi bilo koja korporacija. Dok postupak obuhvata relativno jednostavan proces samoprocenu, ranija verzija metoda krugova održivosti je bila kritikovana da zahteva značajnu i posvećenost vremena i stručnosti.

## Spoljašnje veze
- CirclesOfSustainability.org Архивирано на веб-сајту  (4. март 2018) Krugovi održivosti, sajt
- GreenScore.ca Tekući projekat grada zelenog indeksa